# Luís Miguel Lopes Mendes
Luís Miguel Lopes Mendes, meglio conosciuto come Mano (Lisbona, 9 aprile 1987), è un ex calciatore portoghese, di ruolo difensore.

## Caratteristiche tecniche
Gioca come terzino destro, ma può essere impiegato sul versante opposto.

## Carriera

### Club

#### Belenenses
Nato a Lisbona ma con origini capoverdiane, Luís Miguel Lopes Mendes detto Mano inizia a giocare a calcio a nove anni alle giovanili dell'Almada, prima di aggregarsi nel 2003 al Corroios. Nel 2004 entra nelle giovanili del Belenenses con cui debutta in prima squadra il 4 febbraio 2007, in una vittoria per 1-0 in casa del Vitória Setúbal. Dalla stagione 2008-2009 Mano diventa un titolare fisso della formazione lisbonese. L'anno dopo gioca 28 partite in Primeira Liga, ma la squadra termina in penultima posizione e retrocede in Segunda Liga.

#### Villarreal e Levadeiakos
Dopo un primo interessamento del Benfica, viene acquistato dal Villarreal, che lo inserisce nella propria squadra riserve. Mano esordisce col Villarreal B il 27 agosto 2010 nella partita persa 0-3 contro il Real Valladolid. Alla fine disputa 31 partite in Segunda División (27 partendo da titolare), con la squadra che riesce a mantenere la categoria. Gioca poi un'altra stagione sempre con la squadra riserve del Sottomarino giallo prima di fare, nel 2012, una fugace esperienza in Grecia col Levadeiakos, nella quale scende in campo in una sola circostanza.

#### Estoril Praia
Il 5 giugno 2012 ritorna in patria, all'Estoril Praia neopromosso in Primeira Liga, con cui sottoscrive un contratto biennale. Alla prima stagione porta la squadra quinta in classifica, ottenendo l'accesso al terzo turno preliminare dell'Europa League 2013-2014. Nella stagione 2013-2014 giunge quarto in campionato (miglior piazzamento nella storia dell'Estoril), che si traduce in qualificazione diretta alla fase a gironi dell'Europa League 2014-2015. Dopo un dodicesimo e ottavo posto nei due anni successivi, l'Estoril arriva decimo nel 2016-17, prima di retrocedere alla fine della stagione 2017-2018, l'ultima di Mano con la squadra.
Alla fine in sei anni all'Estoril ha collezionato 112 presenze, tutte nella massima divisione portoghese.

#### Vitória Setúbal
Dal 2018 gioca nel Vitória Setúbal.

### Nazionale
Nonostante le origini capoverdiani, Mano ha sempre rappresentato nazionali giovanili portoghesi. Nel 2006 viene convocato con l'under-19, mentre l'anno dopo fa parte della spedizione portoghese ai Mondiali under-20 in Canada. Nel corso dell'ottavo di finale perso 0-1 contro il Cile, mentre stava per essere punito dall'arbitro Subkhiddin Mohd Salleh con un'espulsione, il compagno di squadra Zequinha strappa dalle mani del direttore di gara il cartellino rosso. A causa di ciò, Zequinha viene squalificato per un anno dagli incontri internazionali, mentre Mano è sospeso per tre mesi.
Il 23 marzo 2007 esordisce col Portogallo under-21, entrando nel secondo tempo dell'amichevole vinta 2-0 contro i pari età della Slovacchia.